# Heterandrie velkoploutvá
Heterandrie velkoploutvá (Heterandria litoperas, slovensky: molinézia Heterandria litoperas, anglicky: Litoperas killifish). Rybu poprvé popsali v roce 1979 američtí ichtyologové Donn E. Rosen (1929–1986) a Reeve Maclaren Bailey (1911–2011).

## Popis
Tělo je stříbřité s modravým a žlutavým nádechem, u kořenu ocasu je výrazná černá skvrna. Základní barva ryby je stříbřitě zlatá s černou skvrnou u ocasní ploutve. Samci dorůstají 3 cm, samice 8 cm. Pohlaví ryb je snadno rozeznatelné: samci mají pohlavní orgán gonopodium, samice klasickou řitní ploutev.

## Biotop
Ryba pochází ze Střední Ameriky. Vyskytuje se v povodí Polochic, včetně řeky Polochic a Cahabón až k potokům, které protékají k jezeru Izabal v Alta Verapaz a Izaba, v Guatemale.

## Chov v akváriu
- Chov ryby: Rybu je vhodné chovat v jednodruhové nádrži, v hejnu o 6 a více jedincích. Chov ryby je poměrně obtížný. Jedná se o aktivní, hbitou a žravou rybu. Nádrž je vhodné zakrýt, protože ryby jsou lekavé. Je vhodné je chovat v hustě rostlinami osázené nádrži, kde si samice vytvoří teritorium, které střeží. Samci žijí samostatně a skrytě. V akváriu by mělo být tmavší dno, trvalé proudění vody a častá výměny vody.[3]
- Teplota vody: 23–28 °C[3]
- Kyselost vody: 6,5–7,5 pH[3]
- Tvrdost vody: 5–10 °dGH[3]
- Krmení: Ryba patří mezi všežravé druhy. Krmí se drobnou živou, mraženou potravou, vločkovým krmivem.[3]
- Rozmnožování: Někdy se stává, že trvá déle, než samice zabřeznou. Samice rodí živá mláďata. Rodiče potěr požírají. Je nutná dobře zarostlá nádrž vodními rostlinami, nebo odlovení. Potěr je citlivý na dusíkaté látky ve vodě.[3]